# Afrikanischer Tulpenbaum
Der Afrikanische Tulpenbaum (Spathodea campanulata) ist eine Pflanzenart aus der Gattung Spathodea innerhalb der Familie der Trompetenbaumgewächse (Bignoniaceae). Die Art zählt zu den 100 gefährlichsten Neobiota weltweit.

## Beschreibung

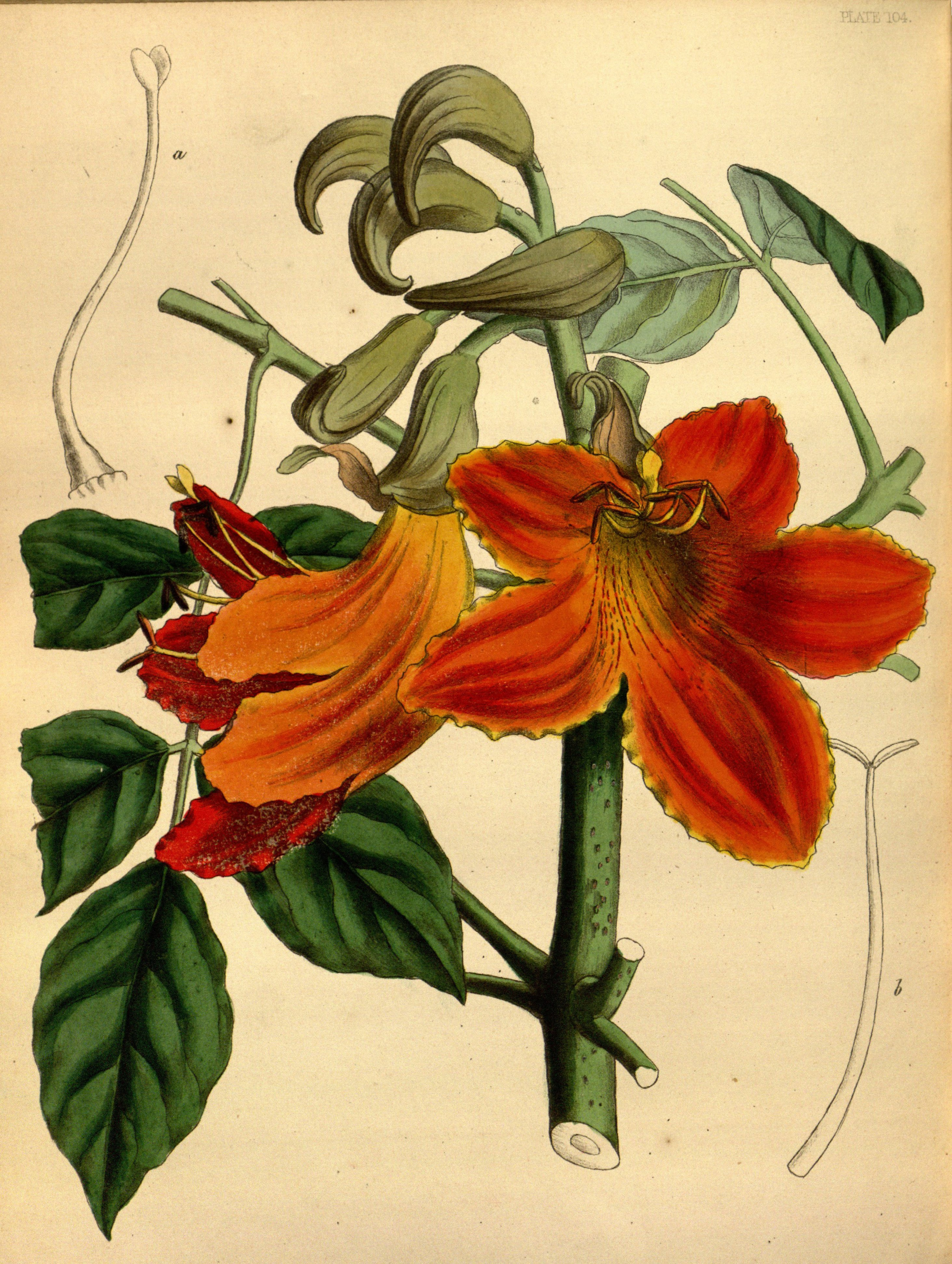
Illustration aus Paxton

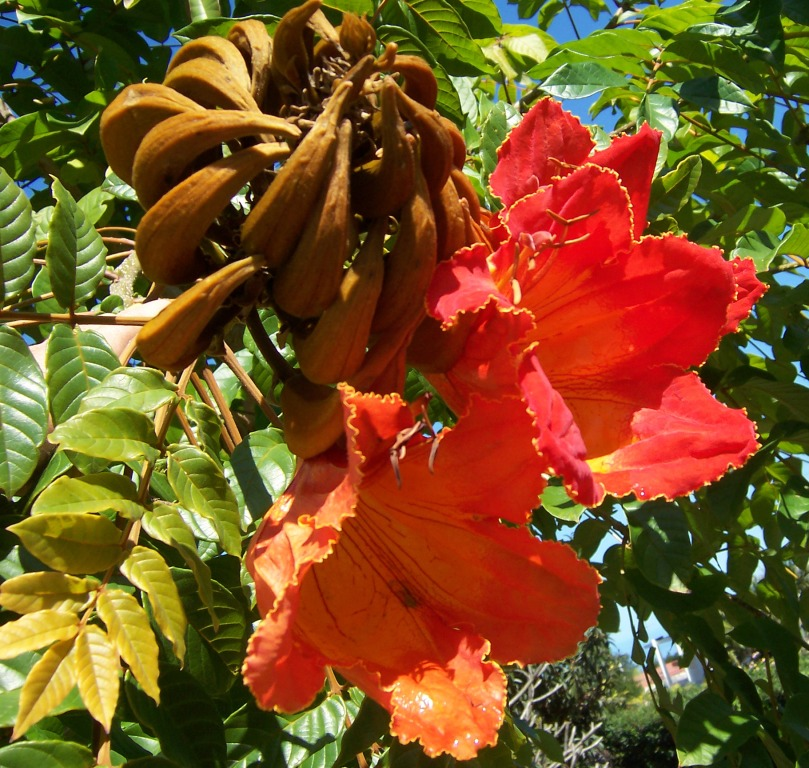
Blütenstand mit zygomorphen Blüten

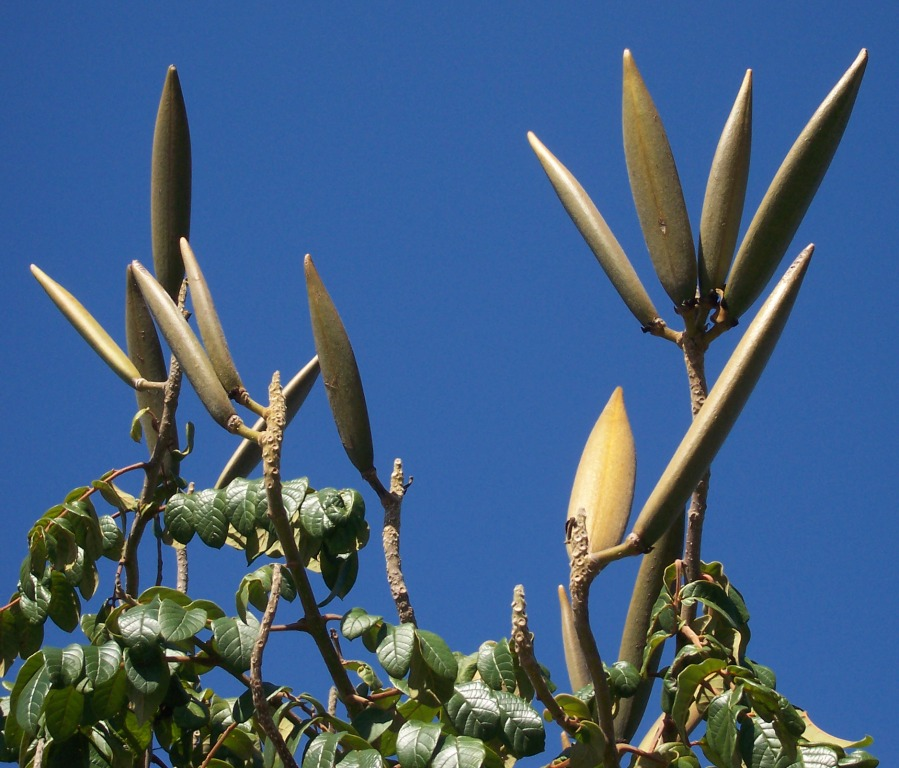
Kapselfrüchte

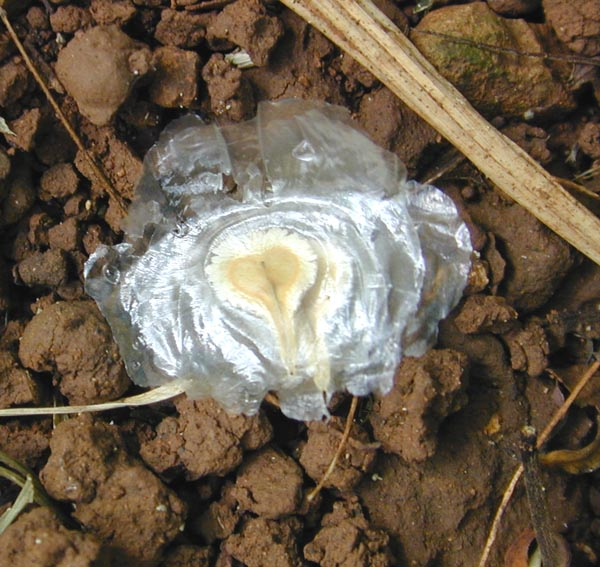
Geflügelte Samen

### Vegetative Merkmale
Spathodea campanulata wächst als halb- bis immergrüner Baum und erreicht meist Wuchshöhen von bis über 25 Metern, aus Westafrika wurden aber auch schon Exemplare mit einer Wuchshöhe um 30 Metern gemeldet. Er wächst sehr schnell und erreicht ein Dickenwachstum der Sprossachse von um 5 Zentimeter im Durchmesser pro Jahr. Der Stamm erreicht einen Durchmesser von bis über 90 (bis 175) Zentimeter und ist an der Basis öfters geriffelt. Die Borke ist bräunlich bis grau-braun und leicht rissig, furchig bis schuppig oder abblättern.
Die gegenständig oder wirtelig zu dritt angeordneten, bei einer Länge von 30 bis 60 Zentimetern relativ großen Laubblätter sind in Blattstiel und Blattspreite gegliedert. Der Blattstiel ist bis zu 7–15 Zentimeter lang. Die unpaarig gefiederte Blattspreite enthält 5 bis 19 dünnledrige Fiederblättchen. Die sitzenden bis kurz gestielten, spitzen bis zugespitzten und ganzrandigen Blättchen sind 6,5 bis 15 Zentimeter lang und 3,5 bis 7,5 Zentimeter breit. Sie sind eiförmig bis verkehrt-eiförmig oder elliptisch. Die Blättchenunterseite ist leicht rostfarben behaart (Indument) und an der Basis können Drüsen ausgebildet sein. Die Nebenblätter fehlen.

### Generative Merkmale
Spathodea campanulata blüht das erste Mal im Alter von drei bis vier Jahren. In einem endständigen traubigen Blütenstand stehen die Blüten zusammen.
Die zwittrigen, großen und gestielten Blüten sind zygomorph und fünfzählig mit doppelter Blütenhülle. Der Blütenstiel ist bis 6 Zentimeter lang. Die rippigen, spitzen und 4–8 Zentimeter langen, samtig behaarten Kelchblätter sind bräunlich, mit dunklen Punkten und sind sichel-, hornförmig gebogen und spathaförmig verwachsen, mit einem Schlitz auf der Rückseite durch den sich die Krone entfaltet. Die rot-gelbliche, verwachsene Krone ist bis zu 10–15 Zentimeter lang und weit-glockenförmig mit fünf kurzen Lappen sowie einer verengten Basis. Die vier, didynamischen und fertilen, etwas vorstehenden Staubblätter sind bis auf die braunen Staubbeutel hellgelb. Der zweikammerige Fruchtknoten ist oberständig mit einem fadenförmigen, etwas vorstehenden Griffel mit zweilappiger Narbe.
Die zweiklappige und vielsamige (500), holzige, dunkelbraune, spitze sowie seitlich abgeflachte, eilanzettliche und aufrechte Kapselfrucht ist bis 15–25 Zentimeter lang und 3,5–7 Zentimeter breit. Die flachen, dünnen und geflügelten Samen sind hellbraun und sehr leicht. Der große, feine und häutige, etwa halbkreisförmige Flügel ist fast durchsichtig.

## Vorkommen
Spathodea campanulata wächst natürlich in tropischen Sekundärwäldern im Hochland, sowie in tropischen laubabwerfenden Wäldern, Savannenwäldern und Übergangswäldern.
Das natürliche Verbreitungsgebiet verläuft entlang der afrikanischen Atlantikküste von Ghana nach Süden bis Angola und von dort durch das feuchte Binnenland des Kontinents bis Sudan und Uganda. Die Nordgrenze des Verbreitungsgebiets ist der 12. nördliche Breitengrad und die Südgrenze der 12. südliche Breitengrad.
Wegen seiner attraktiven Blüten wird der Afrikanische Tulpenbaum auch an vielen Orten außerhalb Afrikas als Zierpflanze kultiviert und ist da verwildert, so dass es heute viele neophytische Vorkommen gibt. Sie wurden beobachtet in Kolumbien, Costa Rica, Puerto Rico, Kuba, Jamaika, Hawaii, Sri Lanka und Guam.

## Taxonomie
Der Afrikanische Tulpenbaum wurde 1805 von Ambroise Marie François Joseph Palisot de Beauvois in Flore d'Oware et de Bénin, en Afrique Band 1 Seite 47 bis 48, Tafeln 27–28 als Spathodea campanulata erstbeschrieben.

## Verwendung
Das weiche Holz von Spathodea campanulata wird zum Teil zur Papierherstellung und für Tischlerarbeiten verwendet.
Die Laubblätter, seine Blüten und auch Rindenstücke werden in der Volksmedizin zur Bereitung von Mitteln gegen Hautkrankheiten genutzt.
Die Samen sollen essbar sein. Die ungeöffneten Blütenknospen enthalten eine süße, wässrige Flüssigkeit, die als Tonikum gilt.
Wegen seiner attraktiven Blüten wird der Afrikanische Tulpenbaum auch an vielen Orten als Zierpflanze kultiviert.